# モリアーティ (小惑星)
モリアーティ (5048 Moriarty) は小惑星帯の小惑星である。アリゾナ州フラッグスタッフのローウェル天文台でエドワード・ボーエルが発見した。
小惑星番号5048から5050までの小惑星はシャーロック・ホームズシリーズの登場人物に因んで命名されており、5048番は高い知的能力をもった元数学教授で（「小惑星の力学」なる論文を書いたという設定もある）、ロンドンに暗躍する悪党一味の統領、ジェームズ・モリアーティから命名された。